# Jurassic Park
Jurassic Park (no Brasil, Jurassic Park - O Parque dos Dinossauros ou Jurassic Park - Parque dos Dinossauros; em Portugal, Parque Jurássico) é um filme de aventura e ficção científica estadunidense de 1993, dirigido por Steven Spielberg, e baseado no livro homônimo escrito por Michael Crichton. Produzido pela Amblin Entertainment e distribuído pela Universal Pictures, é estrelado por Sam Neill, Laura Dern, Jeff Goldblum, Richard Attenborough, Ariana Richards, Joseph Mazzello, Samuel L. Jackson e Bob Peck. O filme é centrado na fictícia Isla Nublar, onde John Hammond, um filantropo bilionário, e uma pequena equipe de geneticistas criam um parque temático em uma ilha, onde as principais atrações são variadas espécies de dinossauros recriados através da engenharia genética.
Antes mesmo do livro de Crichton ser publicado, muitos estúdios tentaram adquirir os direitos de imagem. Spielberg, juntamente com a Universal, adquiriu-os por US$ 1,5 milhão antes da publicação em 1990, e Crichton recebeu um adicional de US$ 500 mil para adaptar o romance para as telas. David Koepp escreveu o roteiro final, que deixou de fora grande parte da exposição do romance e violência e fez numerosas mudanças nos personagens. As filmagens ocorreram na Califórnia e no Havaí.
Jurassic Park foi aclamado como um marco na indústria de efeitos especiais, que foram produzidos pela Industrial Light & Magic (com efeitos criados através de computação gráfica) e pela Stan Winston Studios (com efeitos produzidos através de animatrônica). A reconstituição virtual dos dinossauros, para que "contracenassem" com os atores em carne e osso, levou a um estrondoso sucesso de bilheteria, o que apenas confirmou o fascínio que essas criaturas extintas exercem sobre a imaginação das pessoas.
Foi lançado nos Estados Unidos em 11 de junho de 1993, chegando no dia 25 do mesmo mês no Brasil. Em Portugal, a estreia ocorreu em 1 de outubro de 1993. Recebeu críticas geralmente favoráveis, destacando-se os efeitos visuais, a trilha sonora composta por John Williams e a direção de Spielberg, apesar de ressalvas à falta de desenvolvimento da história e personagens em oposição aos efeitos. Arrecadou mais de US$ 914 milhões mundialmente, tornando-se o filme de maior bilheteria da história até o lançamento de Titanic, em 1997. Atualmente, é a trigésima nona maior bilheteria de todos os tempos. O longa-metragem foi indicado a três estatuetas na 66.ª cerimônia do Oscar, vencendo nas categorias de Melhor Som, Melhor Edição de Som e Melhores Efeitos Visuais.
Jurassic Park foi relançado nos cinemas no formato 3D em 5 de abril de 2013, arrecadando mais de US$ 40 milhões nos Estados Unidos e Canadá e mais de US$ 50 milhões na China. Com seu relançamento, Jurassic Park tornou-se o primeiro filme da Universal Pictures, e também de Steven Spielberg, a ultrapassar a marca de US$ 1 bilhão em bilheteria. Conquistou também o feito de ser o segundo título a passar tal marca após o relançamento em 3D, sendo o primeiro Star Wars Episode I: The Phantom Menace, em fevereiro de 2012.
O filme originou cinco sequências — The Lost World: Jurassic Park, Jurassic Park III, Jurassic World, Jurassic World: Fallen Kingdom e Jurassic World: Dominion —, sendo lançadas em 1997, 2001, 2015, 2018 e 2022, respectivamente.

## Enredo
John Hammond (Richard Attenborough) criou recentemente o Jurassic Park, um parque temático habitado por dinossauros clonados a partir do DNA extraído de insetos preservados em âmbar pré-histórico. O parque está localizado na Ilha Nublar, próxima à Costa Rica.
Depois que um operário do parque é atacado por um velociraptor, os investidores de Hammond, representados pelo advogado Donald Gennaro (Martin Ferrero), exigem que especialistas inspecionem o parque e verifiquem se ele tem a segurança necessária para visitações. Gennaro convida o matemático Ian Malcolm (Jeff Goldblum), enquanto Hammond convida o paleontólogo Alan Grant (Sam Neill) e a paleobotânica Ellie Sattler (Laura Dern), que se juntam na ilha aos dois netos de Hammond, Tim (Joseph Mazzello) e Lex Murphy (Ariana Richards). Enquanto o grupo, em dois carros, faz um passeio pelo parque, Hammond observa-os, juntamente com Ray Arnold (Samuel L. Jackson) e Robert Muldoon (Bob Peck), técnico-chefe e guarda-florestal do parque, respectivamente. O passeio não sai de acordo com os planos de Hammond: os dilofossauros e o tiranossauro rex não aparecem, e um tricerátopo fica doente. A maioria dos funcionários do parque parte em um barco para o continente antes de uma tempestade tropical, que obriga o cancelamento da turnê. Todos voltam para os veículos de passeio elétricos, exceto Ellie, que fica com o veterinário do parque, a fim de estudar melhor o Tricerátops.

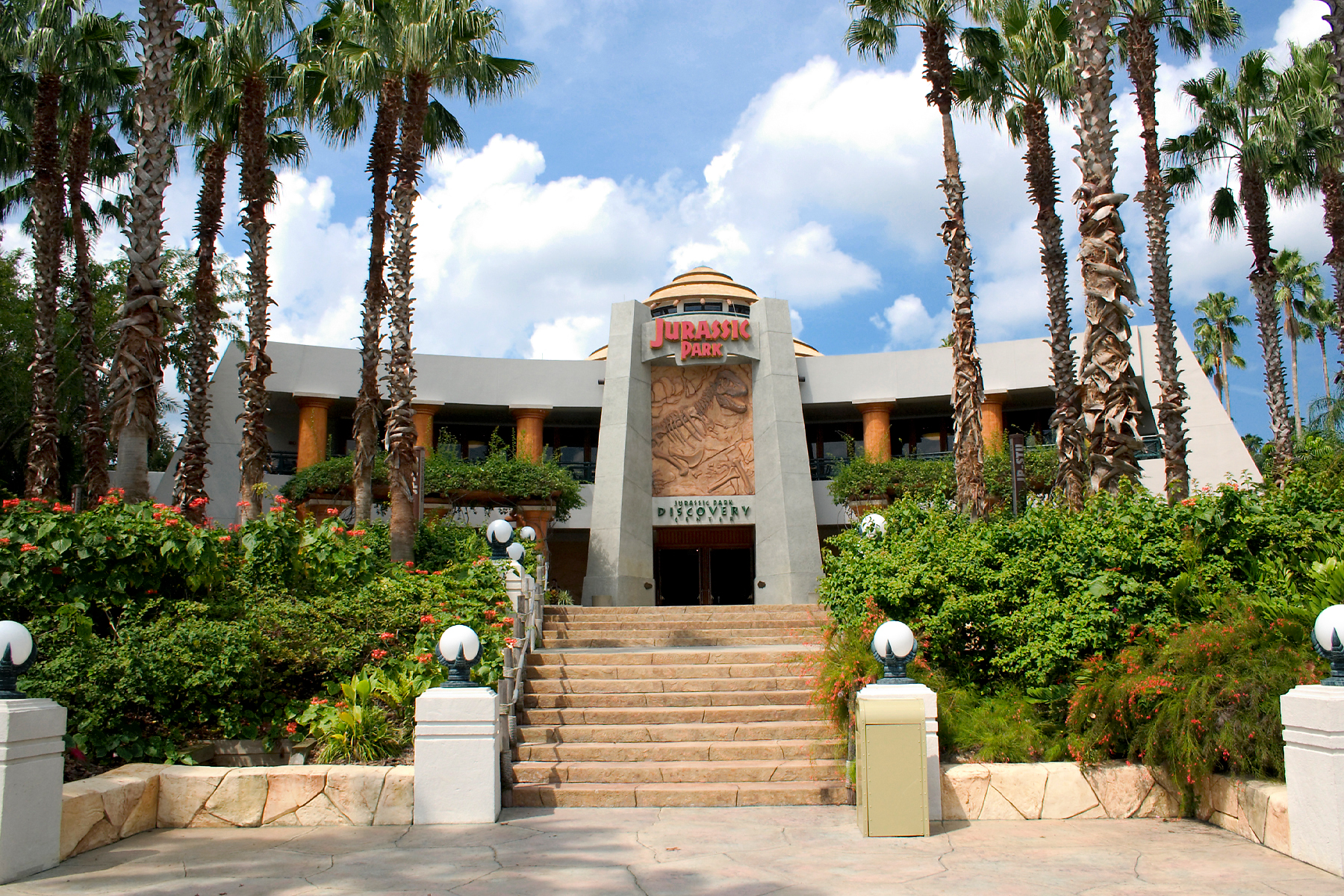
Réplica do modelo do Centro de Visitantes.

O programador-chefe do parque, Dennis Nedry (Wayne Knight), está secretamente a serviço de uma das empresas rivais da InGen, a Biosyn, e foi pago para roubar embriões de dinossauros fertilizados. Durante o roubo, Nedry desativa o sistema de segurança do parque, permitindo-lhe acesso ao armazenamento de embriões sem ser visto pelas câmeras. O resto do grupo, devido ao desligamento do sistema, fica preso no meio do parque, com as cercas elétricas desligadas. Isso permite que o Tiranossauro escape de seu cercado. Ele ataca os carros, devora Gennaro e fere Ian gravemente. Grant consegue salvar a si e as crianças graças ao seu conhecimento quanto às limitações visuais do T. Rex. Enquanto isso, Nedry, a caminho das docas da ilha, bate seu jipe e encontra um dilofossauro, que cospe veneno em seus olhos, cegando-o, e depois o mata.
Com Nedry morto, o sistema de segurança não pode ser ligado. Ellie e Muldoon tentam encontrar sobreviventes, conseguindo apenas encontrar Malcolm, ainda vivo. Enquanto tentam encontrar Grant e as crianças dentro da selva, Ian percebe que o Tiranossauro ainda está por perto, e quando o animal aparece, eles fogem dele em um jipe. Incapaz de decifrar o código de Nedry para reativar as cercas de segurança, Arnold recomenda uma reinicialização total dos sistemas do parque. Ele, juntamente com Ellie, Hammond, Muldoon e Malcolm, desliga a energia do parque e vai para o abrigo de segurança, de onde poderá reiniciar todos os sistemas. Como ele não volta, Muldoon e Ellie se dirigem ao abrigo. Ao mesmo tempo, Grant e as crianças descobrem um ninho cheio de ovos quebrados, indicando que os dinossauros estão procriando por conta própria, o que Hammond julgava ter impossibilitado. Enquanto Muldoon e Ellie seguem para o abrigo de manutenção, Muldoon percebe que eles estão sendo caçados por três velociraptores. Ellie chega ao abrigo em segurança e reinicia os sistemas do parque. Ao mesmo tempo, Tim, Lex e Grant escalam uma cerca eletrificada para fora da zona dos animais no parque e Tim quase é morto quando a eletricidade é reativada. Ellie em seguida descobre os restos de Arnold e também é atacada por um raptor, mas consegue escapar. Quando Muldoon tenta atirar em um dos raptores, é morto por outro que o emboscou.
Grant e as crianças dirigem-se para o centro de visitantes, onde Grant deixa as crianças sozinhas na cozinha. Enquanto ele se reúne com Ellie, as crianças escapam de dois raptores na cozinha antes de todos se encontrarem. Lex consegue reativar os sistemas de segurança do parque e o da sala de controle, e Grant consegue contactar Hammond e o manda chamar um resgate, mas os dois raptores encontram o grupo e os atacam. O quarteto foge pelas aberturas, mas são encurralados pelos raptores na saída. Quando os raptores se preparam para atacar, o Tiranossauro aparece no salão principal, mata os raptores, e solta um grande rugido. Assim, todo mundo escapa e eles são resgatados por um helicóptero. Enquanto todos estão voando para fora da ilha, Grant observa um bando de aves (descendentes diretas dos dinossauros) voando sobre o mar.

## Elenco
- Sam Neill interpreta Dr. Alan Grant, um paleontólogo, que no início do filme trabalha em escavações num deserto de Montana. Ele não gosta de crianças, em particular, mas protege os netos de Hammond no decorrer da história.
- Laura Dern interpreta Dra. Ellie Sattler, uma paleobotânica e aluna graduada de Grant.
- Jeff Goldblum interpreta Ian Malcolm, um matemático e teórico do caos.
- Richard Attenborough interpreta John Hammond, o bilionário diretor executivo da InGen e criador do Jurassic Park.
- Ariana Richards interpreta Lex Murphy, a neta de Hammond. Cria laços com Grant durante o decorrer da história.
- Joseph Mazzello interpreta Tim Murphy, o irmão mais novo de Lex. Também cria laços com Grant.
- Wayne Knight interpreta Dennis Nedry, o insatisfeito controlador de sistemas do Jurassic Park. Na verdade, é um espião da BioSyn.
- Bob Peck interpreta Robert Muldoon, o guarda-florestal do parque.
- Martin Ferrero interpreta Donald Gennaro, um advogado que representa os investidores de Hammond.
- Samuel L. Jackson interpreta Ray Arnold, o engenheiro chefe do parque e responsável por desligar a energia do parque para reiniciar o sistema bloqueado por Nedry, liberando os raptores das suas instalações.
- B.D. Wong interpreta Dr. Henry Wu, o geneticista chefe do parque e responsável para que os exemplares geneticamente modificados sejam devidamente registados.
- Cameron Thor interpreta Lewis Dodgson, gerente da empresa rival da InGen, que forneceu a Nedry um recipiente onde ele guardaria os embriões roubados.
- Gerald R. Molen interpreta Gerry Harding, o veterinário do parque.

| Elenco principal | Elenco principal   | Elenco principal | Elenco principal     | Elenco principal  | Elenco principal | Elenco principal |
| ---------------- | ------------------ | ---------------- | -------------------- | ----------------- | ---------------- | ---------------- |
|                  |                    |                  |                      |                   |                  |                  |
| Sam Neill        | Laura Dern         | Jeff Goldblum    | Richard Attenborough | Samuel L. Jackson | Bob Peck         | B.D. Wong        |
| Dr. Alan Grant   | Dra. Ellie Sattler | Ian Malcolm      | John Hammond         | Ray Arnold        | Robert Muldoon   | Dr. Henry Wu     |

## Produção

### Desenvolvimento
Michael Crichton concebeu originalmente um roteiro sobre um estudante graduado que recria um dinossauro, ele continuou lutando com sua fascinação por dinossauros e clonagem até que começou a escrever o romance Jurassic Park. Antes mesmo de ser publicado, Spielberg ficou sabendo do romance em outubro de 1989 enquanto ele e Crichton estavam discutindo um roteiro que se tornaria a série de televisão ER. Antes de publicar o livro, Crichton exigiu uma remuneração de US$ 1,5 milhão além de uma porcentagem substancial da receita bruta. Tim Burton e Warner Bros., Richard Donner e Sony Pictures Entertainment, e Joe Dante e 20th Century Fox tentaram obter os direitos; mas no final a Universal adquiriu-os para Spielberg em maio de 1990. James Cameron também tinha se interessado, descobrindo que horas antes Spielberg tinha conseguido os direitos. A Universal pagou ao autor um adicional de US$ 500 000 para ele adaptar seu próprio romance, que ficou pronto no momento em que Spielberg filmava Hook. Crichton observou que, como o livro foi "bastante longo" seu roteiro tinha apenas cerca de 10 a 20 por cento do conteúdo do romance, muitas cenas foram retiradas por razões práticas e orçamentais. Com Crichton só querendo fazer a primeira versão do roteiro, Spielberg primeiro trabalhou com a roteirista de Hook, Malia Scotch Marmo, e insatisfeito com a versão dela, pediu ajuda à Universal, que sugeriu David Koepp, co-autor de Death Becomes Her. Koepp teve liberdade de começar do zero, desde que incluísse a sequência do tiranossauro atacando o carro da excursão e a dos raptores na cozinha, e só foi consultar as versões anteriores ao concluir seu próprio roteiro. Após entregá-la, recebeu notas de Scotch Marmo para continuar o trabalho. Entre as adições de Koepp estavam um curta animado exibido no parque como exposição dos conceitos científicos que criaram os dinossauros, retrabalhar Hammond de um empresário rabugento ganancioso para um personagem mais gentil e simpático, trocar as idades de Lex e Tim, e momentos como Malcolm flertar com Sattler.
Depois de concluir Hook, Spielberg queria filmar A Lista de Schindler. O presidente Sid Sheinberg da então Music Corporation of America deu sinal verde para o filme com uma condição: que Spielberg fizesse Jurassic Park primeiro. Depois Spielberg disse: "Ele sabia que quando eu tivesse dirigido Schindler não seria capaz de fazer Jurassic Park.".

### Filmagens
Após 25 meses de pré-produção, as filmagens começaram em 24 de agosto de 1992, na ilha havaiana de Kauai. As gravações nessa ilha envolviam várias cenas durante o dia. Em 11 de setembro, o furacão Iniki passou diretamente sobre Kauai, o que causou a perda de um dia de filmagem para a equipe. Várias das cenas de tempestade do filme são imagens reais filmadas durante o furacão. A cena da perseguição dos Galimimos foram feitas em Oahu e algumas partes tiveram que ser criadas digitalmente e acrescentadas ao cenário. A equipe então voltou à Califórnia para filmar nos estúdios da Universal a cena dos raptores na cozinha. A equipe também gravou em estúdio as sequências envolvendo o fornecimento de energia, antes de irem ao parque Red Rock Canyon gravar a cena de escavação num deserto de Montana. Em seguida, voltaram aos estúdios da Universal para gravar as cenas de Grant salvando Tim, utilizando um suporte de quinze metros com rodas hidráulicas para a queda do carro, e o encontro com os Braquiossauros. Mais tarde, continuaram com as gravações das cenas do laboratório e da sala de controle, que usaram animações para computadores criadas pelas empresas Silicon Graphics e Apple.
A equipe foi então para os estúdios da Warner Bros. filmar a cena do tiranossauro atacando os veículos na estrada. Essa gravação deu um grande trabalho, pois como era uma cena de chuva o dinossauro animatrônico criado por Winston tinha que ficar sendo enxugado. Os círculos concêntricos no copo d'água causados pelos passos do tiranossauro, foram inspirados por Spielberg ouvindo Earth, Wind & Fire em seu carro, e as vibrações que o baixo fazia. O supervisor de efeitos Michael Lantieri não sabia como criar a tomada até o dia anterior à filmagem, quando ele colocou um copo d'água sobre um violão e tocou uma corda, a vibração fez os círculos na água que Spielberg queria. Na manhã seguinte, cordas de violão foram colocadas dentro do carro e um homem no chão tocou-as para produzir o efeito.
As filmagens acabaram 12 dias antes do previsto em 30 de novembro de 1992, e com o montador Michael Kahn já trabalhando na edição durante as filmagens, poucos dias depois entregou um corte preliminar, que permitiu a Spielberg viajar para a Polônia para fazer Schindler's List. Durante as filmagens do outro filme monitorava a pós-produção fazendo teleconferências quatro vezes por semana com a equipe da Industrial Light & Magic, e nos fins de semana viajava para Paris para contatar o editor de som Gary Rydstrom.

### Efeitos especiais

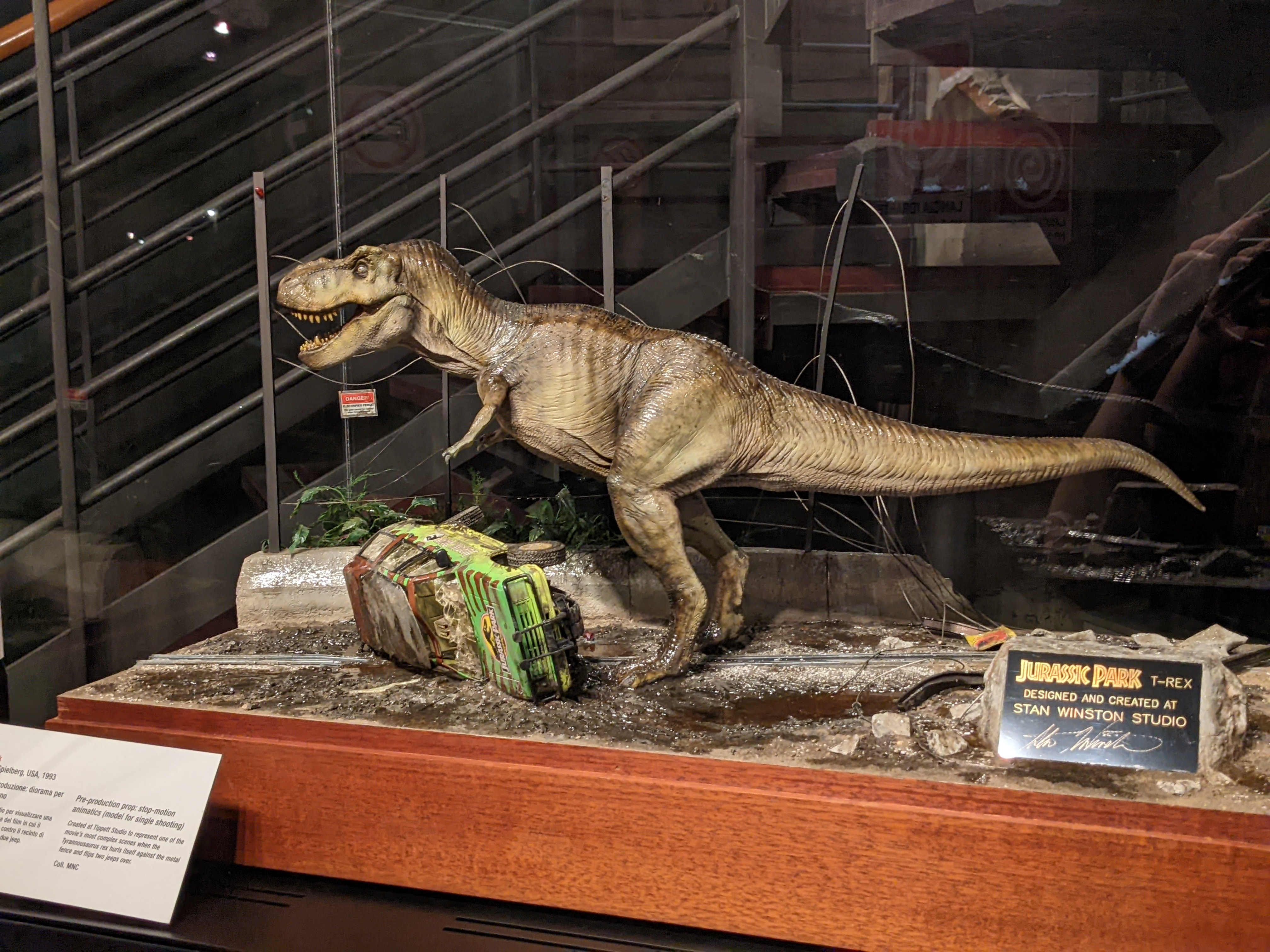
Modelo de referência para a cena do tiranossauro atacando o Ford Explorer.

Spielberg contratou Stan Winston para criar os dinossauros animatrônicos, Phil Tippett para criar dinossauros em go motion para long shots, Michael Lantieri para supervisionar a interação desses elementos com atores e cenários, e Dennis Muren para fazer a composição digital. O paleontólogo Jack Horner supervisionou os modelos, para realizar o desejo de Spielberg de retratar os animais mais como dinossauros do que monstros. Horner descartou um animatic de Tippet em que os raptores colocavam a língua para fora, queixando-se: "Não! Eles nunca poderiam fazer isso." Aceitando o conselho de Horner, Spielberg insistiu que Tippet tirasse a língua. Com os testes de Tippett não estando totalmente satisfatórios, Muren acreditava que com os avanços em computação gráfica já tendo gerado um personagem digital convincente em Terminator 2: Judgment Day, poderiam ser usados para criar dinossauros. Depois de um teste feito pelos animadores Steve "Spaz" Williams e Mark Dippé com um grupo de esqueletos animados de Gallimimus e um T. rex digital, Spielberg foi convencido, e ao mostrar para Tippett, sua resposta de "Acho que estou extinto" até inspirou um diálogo do filme. Mas a equipe de Tippett foi incorporada aos animadores da Industrial Light & Magic, criando "Dinosaur Input Devices" (utensílios de entrada de dinossauros) que permitiriam animar os modelos no computador como se fossem bonecos de stop motion. Tippett também ofereceu consultoria com seu conhecimento sobre a anatomia dos dinossauros. Os dinossauros digitais, criados escaneando os modelos em escala feitos pela equipe de Winston, levaram quase um ano para serem concluídos, com a composição digital demorando no mínimo uma hora, chegando a seis horas de renderização na cena do tiranossauro na chuva. O filme tem no total 15 minutos com dinossauros, 9 com os animatrônicos e 6 com os de computador.

### Trilha sonora

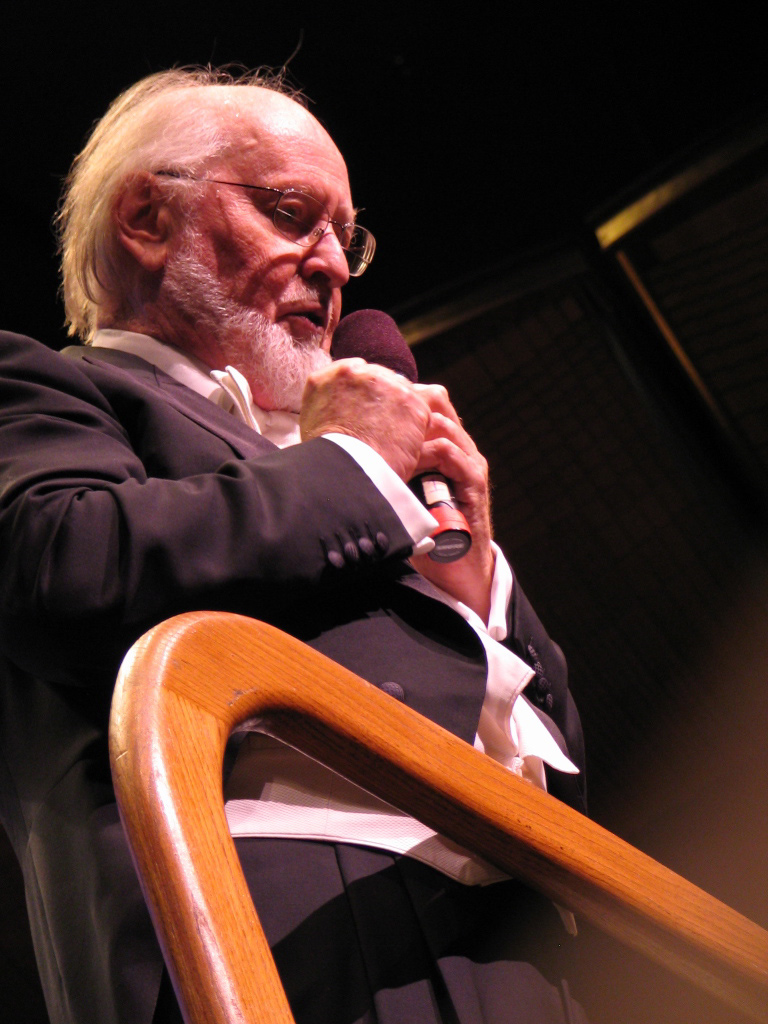
John Williams

No final de fevereiro de 1993, John Williams começou a compor a trilha sonora de Jurassic Park. Como ele compôs no Rancho Skywalker junto da gravação dos efeitos sonoros, Williams pôde tirar inspiração dos sons criados por Rydstrom para os dinossauros. Williams buscou criar temas que assim como em Close Encounters of the Third Kind tivessem um tom de espanto e fascinação, traduzindo a euforia de ver dinossauros vivos. Ao mesmo tempo, cenas como os ataques do tiranossauro e dos raptores receberiam músicas assustadoras. A direção musical de suas composições ficou a cargo, um mês depois, de John Neufeld e Alexander Courage, sendo gravada na Sony Scoring Stage, em Culver City, California.  A gravação foi supervisionada por George Lucas, sendo concluída ao final de abril. Spielberg não pode ver as gravações por estar na Polônia filmando Schindler's List, mas Williams tinha entregue uma fita com as versões preliminares dos temas gravados ao piano antes do diretor viajar, e Spielberg ouvia essa fita todo dia a caminho do set de filmagens. A estreia da trilha, ocorreu em 25 de maio do mesmo ano e é composta por 16 músicas, que são listadas abaixo:
| N.º | Título                         | Duração |  |
| 1.  | "Opening Titles"               | 0:33    |  |
| 2.  | "Theme From Jurassic Park"     | 3:27    |  |
| 3.  | "Incident At The Island"       | 5:20    |  |
| 4.  | "Journey To The Island"        | 8:45    |  |
| 5.  | "The Raptor Attack"            | 2:48    |  |
| 6.  | "Hatching Baby Raptor"         | 3:20    |  |
| 7.  | "Welcome To Jurassic Park"     | 7:54    |  |
| 8.  | "My Friend, The Brachiosaurus" | 4:16    |  |
| 9.  | "Dennis Steals The Embryo"     | 4:55    |  |
| 10. | "A Tree For My Bed"            | 2:11    |  |
| 11. | "High-Wire Stunts"             | 4:08    |  |
| 12. | "Remembering Petticoat Lane"   | 2:47    |  |
| 13. | "Jurassic Park Gate"           | 2:03    |  |
| 14. | "Eye To Eye"                   | 6:32    |  |
| 15. | "T-Rex Rescue And Finale"      | 7:39    |  |
| 16. | "End Credits"                  | 3:25    |  |

## Dinossauros
Apesar de o título do filme se referir ao período Jurássico, a maioria dos dinossauros que aparecem nele pertenciam ao Cretáceo. O roteiro reconhece isso quando o Dr. Grant descreve a ferocidade do Velociraptor a um garoto, dizendo: "Tente se imaginar no período Cretáceo..."

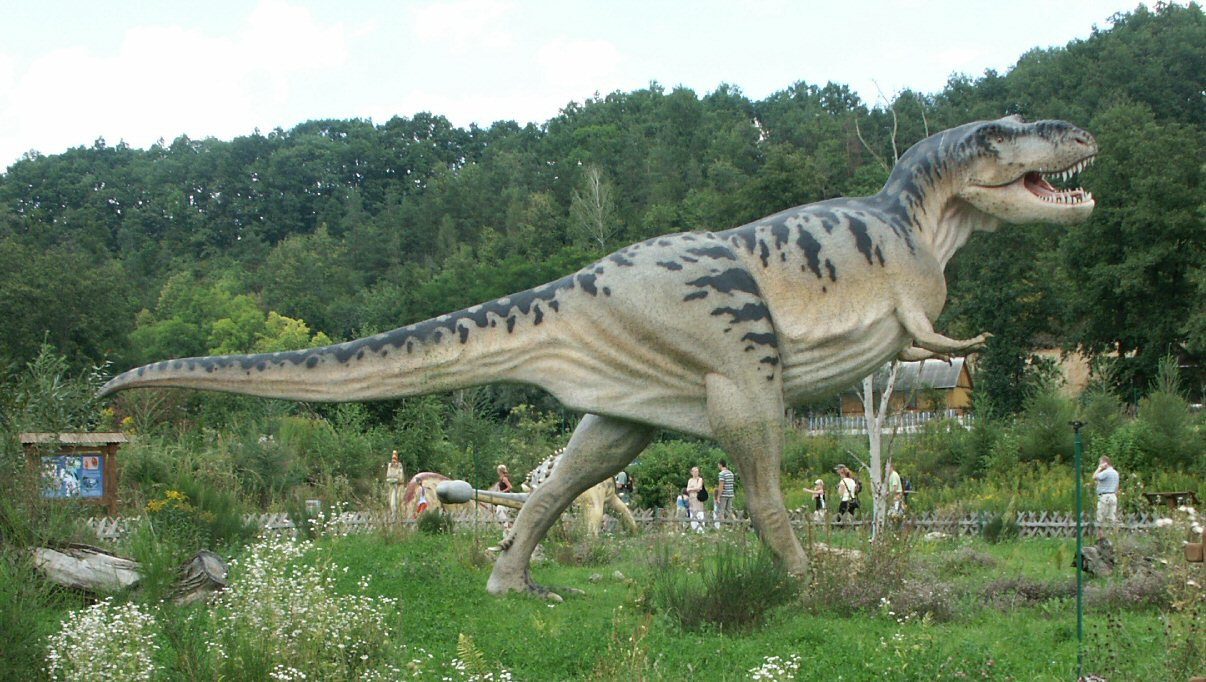
Réplica do modelo de Tyrannosaurus Rex utilizado em Jurassic Park.

- O Tiranossauro é o principal antagonista do filme, e de acordo com Spielberg, foi a razão pela qual ele reescreveu o final, por medo de o público se decepcionar.[21] Antes, um final muito menos surpreendente foi escrito, onde um dos raptores foi morto a tiros e o outro pela queda de um fóssil. O suporte animatrônico criado por Winston pesava 13000 quilos, e media 12 metros de comprimento.[19][38] O paleontólogo Jack Horner disse que ao estar perto deste suporte, foi "o mais próximo que eu já estive de um dinossauro vivo".[38] O sistema de visão do T. Rex foi representado com base em movimentos, ele só enxerga o que se move. Seu rugido é representado pelo som de um filhote de elefante misturado com um tigre e um jacaré, e sua respiração é um golpe de uma baleia.[39] O som de um cão brincando com uma corda foi usado para representar o ruído do Tiranossauro atacando o Galimimo.[21]
- O Velociraptor também tem um papel importante e é retratado como antagonista secundário do filme, depois do Tiranossauro. A descrição do animal não foi baseada no gênero de dinossauro em questão (que em si era significativamente menor), e sim no Deinonico,  que já foi chamado de Velociraptor antirrhopus por alguns cientistas.[40] Pouco antes do lançamento do filme, foi descoberta uma espécie parecida com os raptores do filme, denominada Utahraptor, e Stan Winston brincou: "Nós o fizemos, e eles o descobriram."[38] Os velociraptores que atacam Robert Muldoon, eram dublês vestidos de dinossauros.[41] Gritos de um golfinho, berros de uma morsa, assobios de um ganso e gruidae foram utilizados para reproduzir o som dos raptores.[21] Segundo descobertas feitas após o lançamento do filme, a maioria dos paleontólogos concluíram que dromeossauros como o velociraptor e o deinonico tiveram penas.[42]

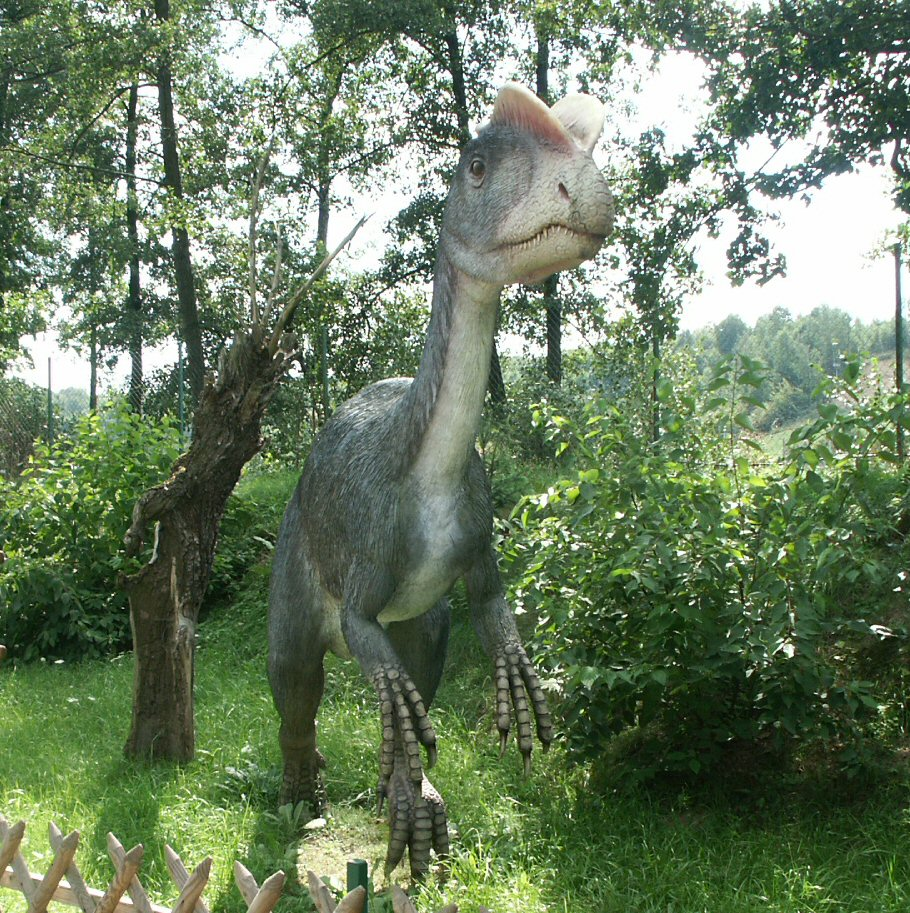
Réplica do modelo de Dilophosaurus.

- O Dilofossauro foi criado com dimensões menores, no que diz respeito ao seu tamanho real, para evitar que o público o confundisse com os raptores.[43] Além disso, sua capacidade de cuspir veneno, retratada no filme, é fictícia. Seus sons foram feitos através da combinação de um cisne, um gavião, um alouatta e uma cascavel.[21][39]
- O Braquiossauro é o primeiro dinossauro visto pelos visitantes do parque. É erroneamente descrito como um animal que mastiga seu alimento e se apoia nas patas traseiras para alcançar os galhos mais altos das árvores. Apesar das evidências científicas de terem capacidades vocais limitadas, o designer de som Gary Rydstrom decidiu misturar o som causado pelo canto das baleias com o de um asno para trazer, em suas próprias palavras, uma sensação melódica de admiração.[39]
- O Tricerátops é mostrado quando Alan encontra uma fêmea doente durante o passeio. Sua aparência foi um pesadelo para Stan Winston, quando Spielberg pediu para filmar o animatrônico da criatura antes do esperado.[44] Winston também criou um filhote de Tricerátops para Ariana Richards montar, mas a cena foi cortada do filme por razões práticas.[45]
- O Galimimo é apresentado apenas em uma cena onde um bando deles fogem de um Tiranossauro, e um deles é morto. Foi o primeiro dinossauro a receber uma versão digital, com um teste no qual a manada era perseguida pelo tiranossauro. O design e animação tiveram inspiração na avestruz, e entre as cenas gravadas como referência estavam os animadores correndo no estacionamento da ILM, com tubos representando uma árvore caída que os galimimos pulavam.[23]
- O Parassaurolofo aparece em segundo plano durante o primeiro encontro do grupo com o Braquiossauro.
- O Proceratossauro, o Estegossauro e o Metriacantossauro não aparecem no filme, mas sugere-se que são parte das atrações do parque, pois seus nomes estão nos tubos de armazenagem de embriões quando Nedry rouba algumas amostras.

## Marketing
A Universal gastou US$ 65 milhões na campanha de marketing para o Jurassic Park, fazendo acordos com cem empresas para comercializar 1000 produtos. Esses incluíram três jogos eletrônicos desenvolvidos pelas empresas Sega e Ocean Software,[carece de fontes?] uma linha de brinquedos Kenner que foi distribuída pela Hasbro,[carece de fontes?] e uma romantização voltada para as crianças. A trilha sonora lançada incluía material inédito.[carece de fontes?] Os trailers divulgados do filme davam apenas uma noção fugaz de dinossauros, uma tática que o jornalista Josh Horowitz descreveu como "aquele velho costume de Spielberg de nunca revelar muito" quando Spielberg e o diretor Michael Bay fizeram o mesmo para a produção de Transformers em 2007. O filme foi comercializado com a tagline "Uma aventura que levou 65 milhões de anos para ficar pronta."

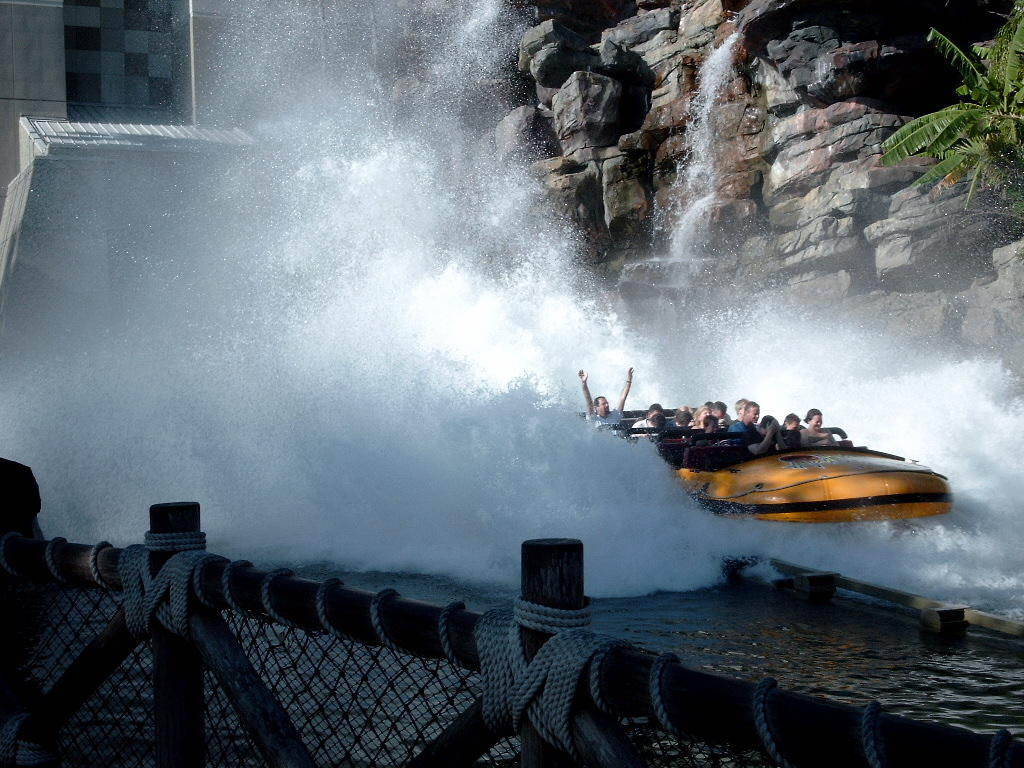
Atração relacionada ao filme no Islands of Adventure, da Universal Studios.

O filme estreou no Museu Nacional da Construção em 9 de junho de 1993, Washington, D.C., em apoio a duas instituiçoes de caridade infantis. Seu debute em VHS e Laserdisc ocorreu no dia 4 de outubro de 1994, e foi lançado pela primeira vez em DVD no dia 10 de outubro de 2000. Também foi lançado num pacote com O Mundo Perdido: Jurassic Park. O DVD foi relançado com as duas continuações em 11 de dezembro de 2001 como Jurassic Park Trilogy. Em 29 de novembro de 2005 foi lançado o pacote Jurassic Park Adventure Pack.
Durante o período de comercialização dos formatos de vídeo, Steve Englehart escreveu uma série de histórias em quadrinhos que continuam o enredo de Jurassic Park.[carece de fontes?] A série consiste em um total de 19 edições divididas em quatro volumes: Raptor, Raptors Attack, Raptors Hijack e Return to Jurassic Park. Todas as edições foram republicadas pela Topps Comics com o título único de Jurassic Park Adventures nos Estados Unidos e Jurassic Park no Reino Unido. A Ocean Software lançou uma continuação do jogo intitulada Jurassic Park 2: The Chaos Continues em 1994 para as plataformas Super Nintendo e Game Boy.[carece de fontes?]
A atração Jurassic Park: The Ride começou a ser desenvolvida em novembro de 1990 e estreou no parque de diversão da Universal Studios Hollywood em 15 de junho de 1996,[carece de fontes?] a um custo de US$ 110 milhões. O parque temático Islands of Adventure em Orlando, Flórida, tem uma seção inteira dedicada ao Jurassic Park que inclui o passeio principal, batizado de Jurassic Park River Adventure, e muitos outros passeios e atrações menores baseados na série. Os passeios no parque temático da Universal Studios foram projetados para apoiar o enredo do filme, com Hammond supostamente sendo contactado para reconstruir o parque no local.[carece de fontes?]

## Recepção

### Comercial
Jurassic Park tornou-se o filme mais bem sucedido financeiramente na época de seu lançamento, superando E.T. O Extraterrestre de Spielberg, que detinha o título anteriormente. O filme arrecadou US$ 47 milhões em seu primeiro fim de semana e chegou aos US$ 81,7 milhões em sua primeira semana. Ficou em primeiro lugar durante três semanas, arrecadando US$ 357 milhões nos Estados Unidos e no Canadá. O filme também se saiu muito bem nos mercados internacionais, quebrando recordes no Reino Unido, Japão, Coreia do Sul, México e Taiwan, totalizando finalmente, cerca de US$ 914 milhões em todo o mundo. No mundo inteiro, Jurassic Park permaneceu no topo durante quatro anos sendo ultrapassado por Titanic de James Cameron em 1997.
Com seu relançamento, Jurassic Park se tornou o primeiro filme da Universal Pictures e também de Steven Spielberg a ultrapassar a marca de US$ 1 bilhão de arrecadação nos cinemas mundiais. Só no relançamento em 3D, o filme arrecadou US$ 108,8 milhões. Atualmente, o filme é a vigésima sétima maior bilheteria de todos os tempos.

### Crítica
No site agregador de críticas Rotten Tomatoes, 93% das 110 avaliações dos críticos são positivas. O consenso diz: "Jurassic Park é um espetáculo de efeitos especiais e animatrônicos realistas, com algumas das melhores sequências de Spielberg de temor sustentado e puro terror desde Tubarão.

## Prêmios e indicações
Oscar 1994 (EUA) - 3 vitórias e 3 indicações
| Ano  | Categoria                  | Resultado |
| ---- | -------------------------- | --------- |
| 1994 | Melhores Efeitos Especiais | Venceu    |
| 1994 | Melhor Som                 | Venceu    |
| 1994 | Melhor Edição de Som       | Venceu    |

BAFTA 1993 (Reino Unido) 1 vitória e 2 indicações
| Ano  | Categoria                  | Resultado |
| ---- | -------------------------- | --------- |
| 1994 | Melhores Efeitos Especiais | Venceu    |
| 1994 | Melhor Som                 | Indicado  |

Prêmio Saturno 1993 (EUA) - 4 vitórias e 11 indicações
| Ano  | Categoria                                           | Resultado |
| ---- | --------------------------------------------------- | --------- |
| 1994 | Melhor Filme de Ficção Científica                   | Venceu    |
| 1994 | Melhor Direção - Steven Spielberg                   | Venceu    |
| 1994 | Melhores Efeitos Especias                           | Venceu    |
| 1994 | Melhor Escritor - Michael Crichton e David Koepp    | Venceu    |
| 1994 | Melhor Atriz - Laura Dern                           | Indicado  |
| 1994 | Melhor Atuação de um Ator Jovem - Joseph Mazzello   | Indicado  |
| 1994 | Melhor Atuação de uma Atriz Jovem - Ariana Richards | Indicado  |
| 1994 | Melhor Trilha Sonora - John Williams                | Indicado  |
| 1994 | Melhor Figurino                                     | Indicado  |
| 1994 | Melhor Ator Coadjuvante - Jeff Goldblum             | Indicado  |
| 1994 | Melhor Ator Coadjuvante - Wayne Knight              | Indicado  |
| 2012 | Melhor Coleção de DVDs                              | Indicado  |

MTV Movie Awards 1994 (EUA) - 3 indicações
| Ano  | Categoria                   | Resultado |
| ---- | --------------------------- | --------- |
| 1994 | Melhor Filme                | Indicado  |
| 1994 | Melhor Sequência de Ação    | Indicado  |
| 1994 | Melhor Vilão - Tiranossauro | Indicado  |

Young Artist Awards 1994 (EUA) - 3 vitórias e 3 indicações
| Ano  | Categoria                                                               | Resultado |
| ---- | ----------------------------------------------------------------------- | --------- |
| 1994 | Melhor Ator Jovem Co-estrelando em um Filme Dramático - Joseph Mazzello | Venceu    |
| 1994 | Melhor Atriz Jovem em um Filme Dramático - Ariana Richards              | Venceu    |
| 1994 | Melhor Filme Familiar de Ação/Aventura                                  | Venceu    |

People's Choice Awards 1994 (EUA) - 1 vitória e 1 indicação
| Ano  | Categoria      | Resultado |
| ---- | -------------- | --------- |
| 1994 | Filme Favorito | Venceu    |

Grammy Awards 1994 (EUA) - 1 indicação
| Ano  | Categoria                                                 | Resultado |
| ---- | --------------------------------------------------------- | --------- |
| 1994 | Melhor Composição Instrumental para um Filme ou para a TV | Indicado  |

Awards of the Japanese Academy 1994 (JAP) - 1 vitória e 1 indicação
| Ano  | Categoria                | Resultado |
| ---- | ------------------------ | --------- |
| 1994 | Melhor Filme Estrangeiro | Venceu    |

Motion Picture Sound Editors 1994 (EUA) - 1 vitória e 1 indicação
| Ano  | Categoria            | Resultado |
| ---- | -------------------- | --------- |
| 1994 | Melhor Edição de Som | Venceu    |

## Legado
O Instituto Americano do Cinema nomeu Jurassic Park o 35º melhor thriller de todos os tempos em 13 de junho de 2001, e o canal de televisão a cabo Bravo escolheu a cena em que Lex e Tim são perseguidos por dois raptores na cozinha como a 95º mais assustadora de todos os tempos em 2005. Em 2008, uma votação com leitores da Empire, cineastas e críticos também o classificaram como um dos 500 melhores filmes de todos os tempos. Em 2006, o portal de entretenimento IGN classificou Jurassic Park como a 18ª maior franquia de filmes de todos os tempos.

## Conversão 3D e relançamento
A Universal Studios confirmou o relançamento de Jurassic Park em 3D. Inicialmente, a data do relançamento estava marcada para 19 de julho de 2013, mas a data foi antecipada, e Jurassic Park foi lançado em 3D em 5 de abril de 2013 nos cinemas. O diretor do filme se pronunciou a respeito:
| Jurassic Park                           | "Eu sempre disse que 'Jurassic Park', o primeiro filme, seria um bom material para a conversão em 3D. Acho que James Cameron fez o melhor filme em 3D da história do cinema com Avatar. Acredito que James vai nos ensinar uma lição (com a conversão de Titanic para 3D). Se seguirmos seus passos, mais filmes serão convertidos, mas o único filme que tenho interesse em converter é o primeiro 'Jurassic Park'". | Jurassic Park |
| — Steven Spielberg, em entrevista à MTV | |               |

Com seu relançamento, Jurassic Park se tornou o primeiro filme dirigido por Steven Spielberg a ultrapassar US$ 1 bilhão nas bilheterias dos cinemas mundiais.

## O Romance
O roteiro original de Michael Crichton foi baseado diretamente em seu romance. No entanto, Crichton decidiu escrevê-lo em uma versão muito mais curta que sua história original, eliminando muitos segmentos do livro por motivos práticos e orçamentais. Malia Scotch Marmo e David Koepp fizeram várias alterações nos elementos da narrativa descritos por Crichton, criando um argumento menos escuro e sombrio do que o original, uma vez que o romance tem uma tendência mais "escura e sombria" que o filme em tom e conteúdo, para apresentar uma violência mais gráfica e mortes no contexto.
Um dos temas principais da obra e suas consequências é sobre dinossauros homeotérmicos. A introdução fornece um breve relatório sobre as consequências do "incidente InGen" que supostamente aconteceu em agosto de 1989. Essa "ficção como apresentação fato" havia sido anteriormente utilizada por Crichton em Devoradores de Mortos e The Andromeda Strain. Logo depois, um grupo de cientistas, incluindo o paleontólogo Alan Grant e o matemático Ian Malcolm, são convidados para a pré-visualização do Jurassic Park; um parque de diversões criado pelo empresário milionário John Hammond, fundador da InGen, na Ilha Nublar perto da Costa Rica. Hammond quer ouvir as opiniões de cientistas e, finalmente, obter a aprovação do parque, Malcolm expressa suas dúvidas desde o início.
Nos capítulos seguintes, o romance descreve que o parque é habitado por dinossauros clonados a partir do DNA extraído de insetos preservados em âmbar pré-histórico. Hammond e seus cientistas, liderados pelo Dr. Henry Wu, mostram uma grande satisfação para explicar o processo que levou ao renascimento dos dinossauros. Os cientistas mostram-se apreensivos quando descobrem que as espécies que foram criadas por eles estão procriando por si mesmas, apesar dos esforços da InGen para mantê-los estéreis.
O clímax ocorre quando Dennis Nedry, o programador principal do parque, tenta roubar um par de embriões de dinossauros para entregar a Lewis Dodgson, que trabalha para uma concorrente de John Hammond, a empresa Biosyn. Para alcançar esse objetivo, Nedry desliga os sistemas de segurança do parque que mantêm a eletricidade, isso significa que cercas perdem reforço da segurança e, portanto, os dinossauros começam a fugir e têm encontros fatais com os funcionários do parque e os visitantes, com as espécies carnívoras.
Finalmente, alguns dos principais personagens conseguem escapar e fugir da ilha, enquanto as instalações do parque são destruídas pela Força Aérea da Costa Rica (descreve-se que a ilha foi totalmente destruída). A óbvia preocupação entre os especialistas reside no fato de que vários Velociraptores podem ter escapado, e uma série de procompsógnatos. O governo da Costa Rica decidiu deter os sobreviventes do incidente, por tempo indeterminado. Nota-se que a Costa Rica não tem exército desde 1949 e nunca teve Força Aérea. Além disso, San José está localizada na costa, quando na verdade se encontra no Centro-Oeste. Também é mostrado uma população de estilo mexicano, o que é totalmente errado.